# Cucumber Castle
| 전문가 평가                   | 전문가 평가 |
| 평가 점수                     | 평가 점수   |
| 출처                          | 점수        |
| ----------------------------- | ----------- |
| AllMusic                      | [ 1 ]       |
| The Rolling Stone Album Guide | [ 2 ]       |

《Cucumber Castle》은 1970년 4월에 발매된 영국의 팝 그룹 비지스의 일곱 번째 스튜디오 음반이다. 배리 깁, 모리스 깁, 로버트 스틱우드가 프로듀싱했다. 1967년 발매된 음반 《Bee Gees' 1st》에 수록된 곡의 이름을 딴 동명의 텔레비전 스페셜의 곡들로 구성되어 있다. 《Cucumber Castle》은 비지스가 음반이 녹음되기 전에 그룹을 떠났기 때문에 로빈 깁의 어떠한 녹음된 기여도 포함하지 않은 유일한 음반이다(그는 출발 전에 쓰여진 한 트랙에서 공동 작곡가 크레딧을 받았다).
《Cucumber Castle》은 음반 녹음 중 해고된 드러머 콜린 피터슨과 함께한 마지막 비지스 음반이었다. 펜탱글의 드러머 테리 콕스가 나머지 트랙에서 연주했다.
이 음반에는 1969년 8월, 영국에서 2위를 기록한 히트 싱글 〈Don't Forget to Remember〉가 수록되어 있으며, 지난달 2위에 올랐던 로빈 깁의 솔로 싱글 〈Saved by the Bell〉과 사실상 정면돌파되었다. 이 음반은 영국에서 57위, 미국에서 94위에 머물렀다. 사실, 이 음반은 1979년 《Spirits Having Flown》까지 영국에서 차트에 오른 마지막 비지스 음반이었다(비록 이 그룹의 6개의 기여와 그들이 다른 아티스트들이 공연한 2개의 추가 곡이 포함된 《Saturday Night Fever》의 사운드트랙은 1978년 영국 음반 차트에서 1위를 차지했다).

## 배경
1969년 3월 19일, 비지스가 〈Tomorrow Tomorrow〉, 〈Sun in My Morning〉, 〈Ping Pong〉 (미공개)을 녹음하는 동안 로빈 깁은 솔로 활동을 발표했다. 모리스는 회상하는데,
"로빈이 떠난 이후로, 배리와 저는 훨씬 더 가까워졌고, 우리는 훨씬 더 함께 일하고 있습니다. 우리는 즐거운 시간을 보내고 있고, 우리는 우리가 좋아하는 사람들을 데려올 수 있습니다. 로빈이 우리와 함께 있을 때도 저는 대부분의 후원을 했지만, 지금은 제가 해야 할 일이 더 많습니다. 저는 다음 음반에서 6개의 리드를 하고 있는데, 그 전에는 총 3개의 리드만 불렀다고 생각합니다. 저는 부드러운 글을 쓰는데 배리는 계속 더 어려운 음악을 쓰라고 합니다. 저는 편곡 쪽으로 더 나아가고 있고 배리는 더 많은 아이디어를 얻고 있고, 그는 말에 더 자유롭습니다. 지금은 3인조로 진행할 것이고, 로빈을 대신할 적임자를 찾으면 그를 데려갈 것입니다. 단 두 사람만 봤습니다. 우리는 와핑, 노팅엄, 스토크온트렌트 등으로부터 테이프를 받고 있습니다. 하지만 우리는 노래를 잘 부를 수 있는 사람을 원합니다. 우리는 머리와 옷을 관리할 수 있습니다. 하지만 우리는 로빈의 복사본을 찾고 있지 않습니다."

## 녹음 및 발매
1969년 비슷한 시기에 배리와 모리스는 "우리는 큰 오케스트라와 함께 크리스마스 전에 영국 콘서트 투어를 나가고 싶다"고 밝히자 비지스를 응원해준 팬들에 대한 감사의 표시로 일련의 공연을 계획했다. 하지만 1969년 12월 1일, 배리는 모리스가 그의 데뷔 솔로 음반 《The Loner》의 곡들을 녹음하는 동안 "오늘부터, 나는 솔로다"라고 말하며 밴드에서 탈퇴를 선언했다. 배리는 그의 솔로 음반 《The Kid's No Good》의 새로운 자료를 쓰는 데 다음 달을 보냈다.
1970년 2월, 배리는 이 음반을 위한 곡들을 녹음하기 시작했다. 모리스가 빌리 로리와 함께 작업을 계속하는 동안 그는 3월에 그것을 계속했다. 1970년 4월, 모리스는 《Sing a Rude Song》으로 〈Leave Me Here to Linger with the Ladies〉를 녹음했다. 또한 4월에 배리는 P.P. 아놀드를 위한 노래를 계속해서 프로듀싱했다. P.P. 아놀드가 배리가 프로듀싱한 그의 노래를 녹음한 마지막 날은 1970년 6월 10일이었다. 《Cucumber Castle》은 1970년 4월경에 발매되었다.

## 곡 목록
배리 깁과 로빈 깁이 작사/작곡한 〈Turning Tide〉를 제외한 모든 곡들은 배리와 모리스 깁에 의해 작사/작곡하였다.
모든 곡들은 특별한 언급이 없는 한 배리 깁, 로빈 깁 그리고 모리스 깁에 의해 작사/작곡했다.
| #  | 제목                                        | 리드 보컬    | 재생 시간 |
| -- | ------------------------------------------- | ------------ | --------- |
| 1. | 〈If Only I Had My Mind on Something Else〉 | 배리         | 2:33      |
| 2. | 〈I.O.I.O.〉                                | 배리, 모리스 | 2:51      |
| 3. | 〈Then You Left Me〉                        | 배리         | 3:11      |
| 4. | 〈The Lord〉                                | 배리         | 2:19      |
| 5. | 〈I Was the Child〉                         | 배리         | 3:14      |
| 6. | 〈I Lay Down and Die〉                      | 배리         | 3:34      |

| #  | 제목                          | 작사·작곡     | 리드 보컬    | 재생 시간 |
| -- | ----------------------------- | ------------- | ------------ | --------- |
| 1. | 〈Sweetheart〉                |               | 배리, 모리스 | 3:09      |
| 2. | 〈Bury Me Down by the River〉 |               | 배리         | 3:25      |
| 3. | 〈My Thing〉                  |               | 모리스       | 2:20      |
| 4. | 〈The Chance of Love〉        |               | 배리         | 2:29      |
| 5. | 〈Turning Tide〉              | 배리, 로빈 깁 | 배리         | 3:09      |
| 6. | 〈Don't Forget to Remember〉  |               | 배리         | 3:27      |